# Alexandre Debelle
Pour les articles homonymes, voir Debelle.
Alexandre Joseph Michel François Debelle, né à Voreppe (Isère) le 21 décembre 1805 et mort le 22 juillet 1897  à Grenoble, est un peintre, dessinateur et lithographe français.

## Biographie
Alexandre Debelle, de son vrai nom De Belle, est né à Voreppe, dans l'Isère, le 21 décembre 1805 dans une famille de noblesse de robe et de militaires bonapartistes : son père, Joseph Guillaume Debelle (1779-1816), capitaine de l'Armée impériale, a défendu Voreppe contre les Autrichiens en 1814 lors de la campagne de France, ses quatre oncles sont des généraux de Napoléon. À la mort de son père, c'est son oncle Alexandre, César Alexandre Debelle, baron de Gachetière, qui devient son tuteur.
Il étudie le droit à la faculté de Grenoble. En 1830, il décide de se consacrer à la peinture. Il est formé à Grenoble par Benjamin Rolland, conservateur du musée. Essentiellement paysagiste, il se consacre aux paysages naturels et architecturaux de son environnement, le Dauphiné. Ses travaux lithographiés et publiés donneront Le Guide du voyageur à la Grande Chartreuse (1836), l’Album du Dauphiné (quatre volumes, 1835-1839), l’Album d'Uriage (1849), Uriage et ses environs, guide pittoresque et descriptif (1850).
Adulte, Alexandre Debelle, s'installe à Paris et s'inscrit dans l’atelier du peintre Antoine Gros puis de Camille Roqueplan. En 1832, il tente sans succès d'entrer à l'École des Beaux-Arts de Paris. Il retourne dans le Dauphiné et participe au salon de Grenoble et enseigne son art à l'école municipale de Grenoble. 
De 1837 à 1848 il expose dans des salons de Paris dont celui du Louvre. Dans ce laps de temps il est revenu vivre à Paris.
En 1853, il devient conservateur du musée de Grenoble dans l'ancien collège des Jésuites et le restera jusqu'en 1887, date à laquelle Jules Bernard lui succède. Il y fait entrer des artistes dauphinois comme Jacques Gay, Jean Achard, Henri Blanc-Fontaine, Diodore Rahoult et Théodore Ravanat. En 1870, il organise le déménagement du musée pour un nouveau bâtiment situé place de la Constitution, le musée-bibliothèque.
D'abord paysagiste, Debelle se tourne très vite (1839) vers la peinture d'histoire. Républicain et bonapartiste, il illustre la Révolution depuis ses tout débuts et l'Empire : Entrée de l'Empereur à Grenoble, le 7 mars 1815 (1840), L'assemblée des trois ordres du Dauphiné au Château de Vizille le 21 juillet 1788 (1853), La Journée des Tuiles en 1788 à Grenoble (1890),
Il réalise aussi de la peinture religieuse, tableaux et peintures murales : église Saint-Louis-en-l'Île de Paris, Chapelle Blanchet à Rives, église Saint-Jean-Baptiste de Vif…
Entre 1870 et 1880, il exécute gracieusement, en hommage à sa ville natale, les peintures dans la nouvelle église Saint-Didier de Voreppe, ainsi que les cartons pour les vitraux.
Il meurt le 22 juillet 1897 à Grenoble et est inhumé à Voreppe, dans l'ancienne église romane.

## Œuvre

### Tableaux

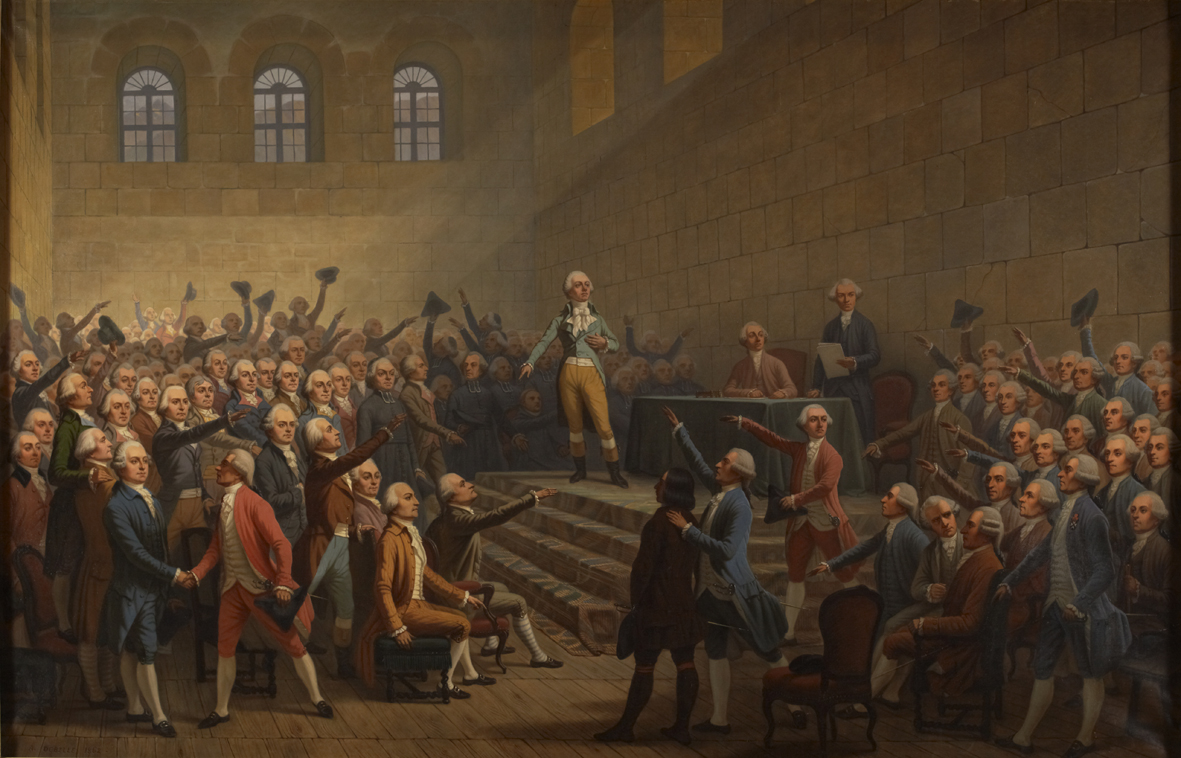
L'Assemblée de Vizille, représentant la réunion des états généraux du Dauphiné au Château de Vizille dans la salle du Jeu de Paume, 1853.
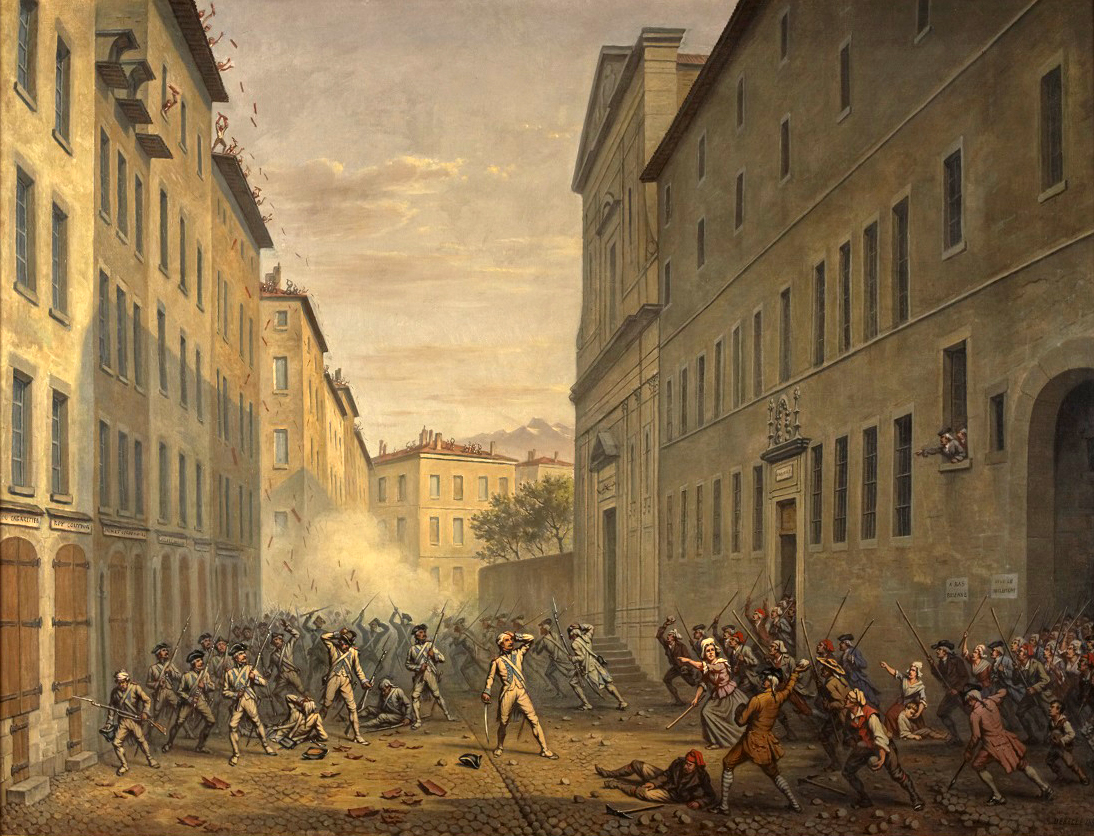
Journée des Tuiles (qui rend compte des événements de la Journée des Tuiles), 1889.  - L'Assemblée de Vizille, 1788  par Alexandre Debelle, Musée de la Révolution française, Vizille
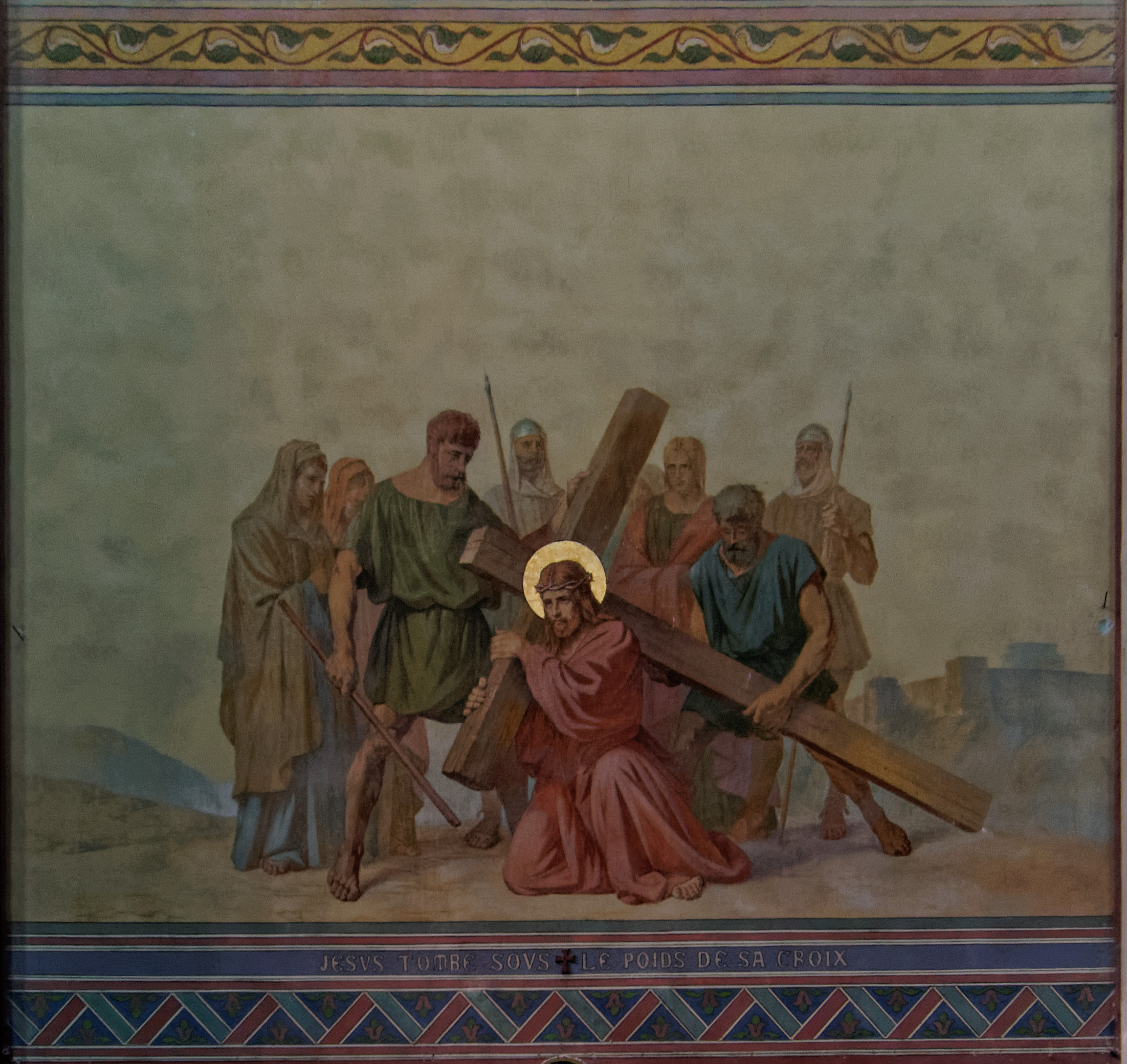
Peinture murale. Chemin de croix de l'église Saint-Didier de Voreppe - "Jésus tombe sous le poids de sa croix"
  - La Journée des Tuiles du 7 juin 1788 par Alexandre Debelle, Musée de la Révolution française, Vizille
  - Peinture murale. Chemin de croix de l'église Saint-Didier de Voreppe - "Jésus tombe sous le poids de sa croix"

### Illustrations
Ouvrages illustrés :

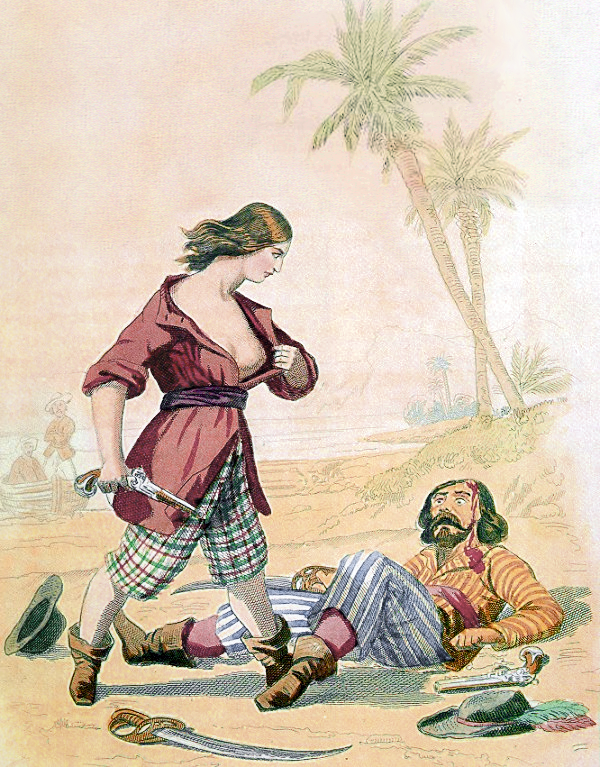
La pirate Mary Read, illustration de Debelle dans P. Christian : Histoire des pirates et corsaires (...), Paris, Cavaillès, 1846.

- Album du Dauphiné, Grenoble, 1835-1839 : une partie des 192 planches lithographiques, en collaboration avec Victor Cassien.
- Guide du voyageur à la Grande Chartreuse, Grenoble, 1836, par Alexandre Debelle (ouvrage anonyme) : 8 planches lithographiques
- Histoire des pirates et corsaires de l'océan et de la Méditerranée depuis les origines jusqu'à nos jours, par P. Christian, Paris, 1846 : 11 planches lithographiques.
- Album d'Uriage, Paris, 1849 : lithographies par Isidore Deroy, Louis-Julien Jacottet et Adolphe Bayot, d'après les dessins de Alexandre Debelle.
- Uriage et ses environs, Guide pittoresque et descriptif, par A. Michal-Ladichère, Paris, 1850 : 15 gravures sur bois

Autres ouvrages :
- Notice des tableaux et objets d'art du musée de Grenoble, Grenoble, plusieurs éditions : 1856, 1866, 1870, 1872, 1874, 1878 et 1884.
- MM. H. Gariel et A. Debelle, Bibliothèque et musée de Grenoble. Réponse à M. le docteur Leroy, Grenoble, 1864
- Musée de peinture et de sculpture de Grenoble, Résumé des Conférences faites aux instituteurs et institutrices des écoles primaires de Grenoble, sur les principales œuvres de ce musée, Grenoble, 1882
- Alexandre Debelle, Voreppe en 1814, par un habitant de Voreppe, Grenoble, 1885. Nouvelle édition en 1893.